# Steven Conrad
Steven Conrad (Fort Lauderdale, 1968) é um cineasta, produtor e roteirista estadunidense. Graduado pela Universidade do Estado da Flórida e pela Universidade Northwestern, iniciou sua carreira cinematográfica no roteiro de Wrestling Ernest Hemingway (1993) e, em seguida, destacou-se em The Weather Man (2005), The Secret Life of Walter Mitty (2013) e Wonder (2017).

## Filmografia
- Wrestling Ernest Hemingway (1993) – roteirista
- The Weather Man (2005) – roteirista, co-produtor
- The Pursuit of Happyness (2006) – roteirista
- The Promotion (2008) – diretor, roteirista
- The Secret Life of Walter Mitty (2013) – roteirista
- Unfinished Business (2015) – roteirista
- Patriot (2015) – diretor, produtor executivo, roteirista
- Wonder (2017) – roteirista